# امین لعلو
امین لعلو (فرانسوی: Amine Laâlou‎؛ زادهٔ ۱۳ مهٔ ۱۹۸۲) ورزشکار دو و میدانی اهل مراکش است.